# عاشیق‌عزیر (پوسوف)
عاشیق‌عزیر (به ترکی استانبولی: Aşıküzeyir، به ارمنی: Խեոտ) یک منطقهٔ مسکونی در ترکیه است که در پوسوف واقع شده‌است. عاشیق‌عزیر ۱۰۴ نفر جمعیت دارد.